# 西藏杓兰
圖博杓兰（学名：Cypripedium tibeticum）为兰科杓兰属下的一个种。其种加词“tibeticum”意为“西藏的”。